# Blyförgiftning
Blyförgiftning (saturnism) är en sjukdom som orsakas av för höga halter bly i blodet. Bly kan orsaka svåra skador på nervsystemet, njurarna, hjärt-kärlsystemet samt skada fortplantningsförmågan.
Blyförgiftning är vanligast hos barn då de dels är betydligt (4-5 ggr) känsligare för bly, dels för att speciellt små barn har större benägenhet att av nyfikenhet stoppa saker i munnen. En vanlig exponeringsväg är kontakt med blyhaltig målarfärg eller blykontaminerad jord.
Användning av blyhaltig bensin har varit en betydande exponeringsväg, men är numera förbjuden i de flesta länder.

## Historia
Människan har varit i kontakt med bly ända sedan 6500-talet före Kristus, då man började använda den lättbearbetade metallen. De första nedtecknade fallen av blyförgiftning har daterats till cirka 200 f.Kr. I bland annat Rom var bly vanligt i dryckeskärl, samt användes som sötningsmedel (blysocker) till vin. Det var även vanligt i dåtidens smink.

## Symptom
Symptomen på akut eller kronisk blyförgiftning kan vara bland annat trötthet, illamående, huvudvärk, magvärk, sömnlöshet och metallsmak i munnen. Ibland kan blyförgiftning visa sig som blåa linjer i tandköttet.
Blyförgiftning i ung ålder, åtminstone före skolåldern, kan orsaka inlärningssvårigheter och försämrad mental utveckling emotionellt och kognitivt. Blodblyhalter kring 0,5-1,0 µmol/L under några års tid orsakar mätbar sänkning av IQ eller påverkan på andra kognitiva test.

## Blyexponering i arbetslivet
I ett systematiskt översiktsarbete från 2017 fann SBU samband mellan exponering för bly på arbetsplatser och ökad uppkomst, incidens av hjärtkärlsjukdom, inklusive stroke och högt blodtryck.

## Bly som miljöhot i naturen
I växter och djur binds blyjoner (jon=laddad atom) till bland annat enzymernas fosfat - och sulfhydrylgrupper (föreningar med fosfor respektive svavel). Detta leder till att enzymerna inaktiveras. Höga halter bly i växtceller bromsar bildningen av bland annat klorofyll, och på så sätt störs fotosyntesen. De känsligaste djurgrupperna är däggdjur och fåglar, som absorberar mellan 10 och 50 % av blyet i födan. Precis som i människan lagras det i ben och i mitokondrier, där det kan magasineras en lång tid.
Blyförgiftning utgör även ett hot mot framför allt rovfåglar, främst havsörn och kungsörn, som får intag av bly via bytesdjur, som själva dött av blyförgiftning, eller slaktavfall med innehåll av blyrester, som deponerats i skogen. Förbud i Sverige och en del andra länder mot användning av blyhagelammunition i våtmarker har dock minskat problemet. Av 90 obducerade havsörnar i Finland dog 27 av blyförgiftning visar en undersökning gjord av Livsmedelssäkerhetsverket Evira och Naturhistoriska centralmuseet.
Tecken på minskade populationer av andfåglar på grund av blyförgiftning har och också noterats. När man i Storbritannien 1987 införde förbud mot blyvikter i fisket ledde detta till en minskad blyförgiftning hos knölsvanar så att populationen kunde återhämta sig.

## Tragedin i Svenskhuset
En känd blyförgiftning är den som skedde i Svenskhuset på Svalbard 1872–1873. Där hade 17 säljägare sökt skydd efter att deras båtar fastnat i polarisen i norr. Huset var försett med matkonserver och bränsle, och säljägarna hade livnärt sig på jagat villebråd samt konserverna. Dödsorsaken var länge en gåta, men kunde 2008 (efter 135 år) fastslås till blyförgiftning, detta efter noggranna undersökningar med gravöppning och provtagning. Samtliga 17 omkom under troligen en kortare tidsperiod genom att ha fått i sig bly från blyhaltiga konservburkar.